# Phrodus microphyllus
Phrodus microphyllus là loài thực vật có hoa trong họ Cà. Loài này được (Miers) Miers miêu tả khoa học đầu tiên năm 1849.